# ريال سوسيداد ج
ريال سوسيداد ج (بالإسبانية: Real Sociedad de Fútbol "C") هو فريق كرة قدم إسباني يقع مقره في سان سيباستيان في منطقة الباسك. هو الفريق الرديف الثاني لريال سوسيداد ويلعب في الدوري الإسباني الدرجة الرابعة – المجموعة الثانية.

## تاريخ
تأسس في عام 1998 تحت اسم نادي ديبورتيفو بيريو فوتبول تالديا (بالإسبانية: Club Deportivo Berio Futbol Taldea)، وفي عام 2016 تم دمج الفريق بشكل كامل في هيكل نادي ريال سوسيداد، ليصبح فريقه الاحتياطي الثاني. بعد موسمين من الصعود إلى الدرجة الرابعة Tercera División، أصبح نادي بيريو فريق مزرعة لنادي ريال سوسيداد، قبل الانضمام لريال سوسيداد كان يلعب في ملعبه الخاص ويرتدي الزي الأخضر التقليدي. وبعد الإنضمام أصبحوا يلعبون في زوبييتا ويرتدون ألوان ريال سوسيداد الزرقاء والبيضاء.
بشكل عام، يتكون فريق ريال سوسيداد ج من خريجي النادي الذين تتراوح أعمارهم بين 17 و20 عامًا، وسوف ينتقل اللاعبون الناجحون إلى ريال سوسيداد ب بعد موسم أو موسمين. يتعين على فريق ريال سوسيداد ج أن يلعب على الأقل في دوري أقل من فريق ريال سوسيداد ب، الذي يتعين عليه بدوره أن يلعب في دوري أقل من فريق ريال سوسيداد الرئيسي. لن يتمكن أي فريق احتياطي تابع من المشاركة في بطولة كأس ملك إسبانيا.
في عام 2021، حقق الفريق المركز الثاني في مجموعته في Tercera (الدوري الإسباني الدرجة الرابعة)، بعد ذلك العام انتقال الفريق إلى Segunda División RFEF (الدوري الإسباني الدرجة الرابعة)، وهو أحد الفرق الثلاثة فقط في المجموعة الباسكية التي فعلت ذلك، كان هذا جزءًا من إعادة الهيكلة على مستوى إسبانيا، فقد ظلوا في المستوى الرابع، على الرغم من أنه الآن ذو طابع إقليمي وليس محليًا. في نفس الموسم، صعد فريق ريال ب على إلى الدرجة الثانية.

## من موسم إلى موسم

### ديبورتيفو بيريو فوتبول تالديا
| الموسم    | الدوري                         | اسم الدوري بالإسبانية | الترتيب    | كأس ملك إسبانيا |
| --------- | ------------------------------ | --------------------- | ---------- | --------------- |
| 1998–99   | الدوري الإسباني الدرجة السادسة | 1ª Reg.               | الثامن     |                 |
| 1999–2000 | الدوري الإسباني الدرجة السادسة | 1ª Reg.               | الثالث     |                 |
| 2000–01   | الدوري الإسباني الدرجة السادسة | 1ª Reg.               | الثاني     |                 |
| 2001–02   | الدوري الإسباني الدرجة الخامسة | Reg. Pref.            | التاسع     |                 |
| 2002–03   | الدوري الإسباني الدرجة الخامسة | Reg. Pref.            | الخامس     |                 |
| 2003–04   | الدوري الإسباني الدرجة الخامسة | Reg. Pref.            | الثاني     |                 |
| 2004–05   | الدوري الإسباني الدرجة الرابعة | 3ª                    | التاسع عشر |                 |
| 2005–06   | الدوري الإسباني الدرجة الخامسة | Reg. Pref.            | الثالث عشر |                 |
| 2006–07   | الدوري الإسباني الدرجة الخامسة | Reg. Pref.            | السادس     |                 |

| الموسم  | الدوري                         | اسم الدوري بالإسبانية | الترتيب    | كأس ملك إسبانيا |
| ------- | ------------------------------ | --------------------- | ---------- | --------------- |
| 2007–08 | الدوري الإسباني الدرجة الخامسة | Reg. Pref.            | الثاني     |                 |
| 2008–09 | الدوري الإسباني الدرجة الخامسة | Reg. Pref.            | التاسع     |                 |
| 2009–10 | الدوري الإسباني الدرجة الخامسة | Div. Hon.             | الحادي عشر |                 |
| 2010–11 | الدوري الإسباني الدرجة الخامسة | Div. Hon.             | العاشر     |                 |
| 2011–12 | الدوري الإسباني الدرجة الخامسة | Div. Hon.             | السابع     |                 |
| 2012–13 | الدوري الإسباني الدرجة الخامسة | Div. Hon.             | الخامس     |                 |
| 2013–14 | الدوري الإسباني الدرجة الخامسة | Div. Hon.             | البطل      |                 |
| 2014–15 | الدوري الإسباني الدرجة الرابعة | 3ª                    | الثامن     |                 |
| 2015–16 | الدوري الإسباني الدرجة الرابعة | 3ª                    | الثالث عشر |                 |

### ريال سوسيداد ج
| الموسم  | الدوري                         | اسم الدوري بالإسبانية | الترتيب    |
| ------- | ------------------------------ | --------------------- | ---------- |
| 2016–17 | الدوري الإسباني الدرجة الرابعة | 3ª                    | الخامس عشر |
| 2017–18 | الدوري الإسباني الدرجة الرابعة | 3ª                    | السادس     |
| 2018–19 | الدوري الإسباني الدرجة الرابعة | 3ª                    | السابع     |
| 2019–20 | الدوري الإسباني الدرجة الرابعة | 3ª                    | الثالث عشر |
| 2020–21 | الدوري الإسباني الدرجة الرابعة | 3ª                    | الوصيف     |
| 2021–22 | الدوري الإسباني الدرجة الرابعة | 2ª RFEF               | الثالث     |
| 2022–23 | الدوري الإسباني الدرجة الرابعة | 2ª Fed.               | السابع     |
| 2023–24 | الدوري الإسباني الدرجة الرابعة | 2ª Fed.               | التاسع     |
| 2024–25 | الدوري الإسباني الدرجة الرابعة | 2ª Fed.               |            |

- 4 مواسم في Segunda Federación /Segunda División RFEF (الدوري الإسباني الدرجة الرابعة حاليًا)
- 8 مواسم في Tercera División (الدوري الإسباني الدرجة الرابعة سابقًا)

## الفريق الحالي
آخر تحديث 8 سبتمبر 2022. 
ملاحظة: تشير الأعلام إلى المنتخب الوطني على النحو المحدد في قواعد الأهلية للفيفا. قد يحمل اللاعبون أكثر من جنسية واحدة غير تابعة للفيفا.
| الرقم | البلد   | المركز | اللاعب               |
| ----- | ------- | ------ | -------------------- |
| 1     | إسبانيا | حارس   | ايتور فراغا          |
| 2     | إسبانيا | مدافع  | جون ميرينو           |
| 3     | إسبانيا | مهاجم  | كريستيان كاناليس     |
| 4     | إسبانيا | مدافع  | ايتور لارانياغا      |
| 5     | إسبانيا | مدافع  | لوكين بيتيا          |
| 6     | إسبانيا | وسط    | مانيكس جيبيلالدي     |
| 7     | إسبانيا | مهاجم  | خوان كارلوس بونتونيس |
| 8     | إسبانيا | وسط    | مارتن أروتي          |
| 9     | إسبانيا | مهاجم  | جاكس جوروسابيل       |
| 10    | إسبانيا | مهاجم  | أركايتز ماريزكورينا  |
| 11    | إسبانيا | مهاجم  | داريو راميريز        |
| 12    | إسبانيا | مدافع  | إيكين دياز           |
| 13    | إسبانيا | حارس   | لاندر أولاساغاستي    |
| 14    | إسبانيا | مهاجم  | إناوت ليت            |

| الرقم | البلد   | المركز | اللاعب                      |
| ----- | ------- | ------ | --------------------------- |
| 15    | إسبانيا | مدافع  | جولين زوبيلزو (قائد الفريق) |
| 16    | إسبانيا | وسط    | جون إيسيزابارينا            |
| 18    | إسبانيا | وسط    | هوغو مارتن                  |
| 19    | إسبانيا | وسط    | جون جارو                    |
| 20    | إسبانيا | مدافع  | ايمار اولارا                |
| 21    | إسبانيا | مهاجم  | إيكين أوروبينجوا            |
| 22    | إسبانيا | حارس   | إيكر جاليندو                |
| 25    | فرنسا   | حارس   | ثيو فولجادو                 |
| 29    | إسبانيا | مدافع  | إيكر روبيرو                 |
| 35    | إسبانيا | مدافع  | دومينيك توريس               |
|       | إسبانيا | مدافع  | جوركا جاستيسي               |
|       | إسبانيا | وسط    | إيكر أوتادوي                |
|       | إسبانيا | مهاجم  | بابلو زوبيزاريتا            |

### الفريق الاحتياطي
ملاحظة: تشير الأعلام إلى المنتخب الوطني كما هو محدد في قواعد أهلية الاتحاد الدولي لكرة القدم (فيفا)؛ وتطبق بعض الاستثناءات المحدودة. يجوز للاعبين أن يحملوا أكثر من جنسية غير تابعة للفيفا.
ملاحظة: تشير الأعلام إلى المنتخب الوطني على النحو المحدد في قواعد الأهلية للفيفا. قد يحمل اللاعبون أكثر من جنسية واحدة غير تابعة للفيفا.
| الرقم | البلد   | المركز | اللاعب          |
| ----- | ------- | ------ | --------------- |
| 27    | إسبانيا | مدافع  | إنيكو بيهوبيدي  |
| 28    | إسبانيا | مهاجم  | بابلو أرينزانا  |
| 30    | إسبانيا | وسط    | جوركا جوروسابيل |
| 31    | إسبانيا | مدافع  | أليخاندرو نورس  |
| 32    | إسبانيا | حارس   | أدريان زانجو    |

| الرقم | البلد   | المركز | اللاعب           |
| ----- | ------- | ------ | ---------------- |
| 33    | إسبانيا | حارس   | آلان فيلاردي     |
| 34    | إسبانيا | مدافع  | أنارتز سيجورولا  |
| 36    | إسبانيا | حارس   | خافيير جيمينيز   |
| 37    | إسبانيا | وسط    | لاندر استيازاران |

### خارج على سبيل الإعارة
ملاحظة: تشير الأعلام إلى المنتخب الوطني على النحو المحدد في قواعد الأهلية للفيفا. قد يحمل اللاعبون أكثر من جنسية واحدة غير تابعة للفيفا.
| الرقم | البلد   | المركز | اللاعب                                                 |
| ----- | ------- | ------ | ------------------------------------------------------ |
|       | إسبانيا | مدافع  | ايمار الفاريز (إلي نادي باسيا حتي 30 يونيو 2024)       |
|       | إسبانيا | مدافع  | ماركيل بيرال (إلي نادي باسيا حتي 30 يونيو 2024)        |
|       | إسبانيا | مدافع  | أليكس فرناندورينا (إلي نادي أنيورجا حتي 30 يونيو 2024) |
|       | إسبانيا | وسط    | إنيكو ليزاسو (إلي نادي بيسين حتي 30 يونيو 2024)        |

| الرقم | البلد   | المركز | اللاعب                                            |
| ----- | ------- | ------ | ------------------------------------------------- |
|       | إسبانيا | وسط    | خابيير جارزون (إلي نادي غرنيكا حتي 30 يونيو 2024) |
|       | إسبانيا | وسط    | جوكين زيزياجا (إلي نادي باسيا حتي 30 يونيو 2024)  |
|       | إسبانيا | مهاجم  | خافيير سورويتا (إلي نادي باسيا حتي 30 يونيو 2024) |
|       | إسبانيا | مهاجم  | جوركا كاريرا (إلي نادي تورينج حتي 30 يونيو 2024)  |

## روابط خارجية
- الموقع الرسمي (بالإسبانية)
- الملف الشخصي لفريق La Preferente (بالإسبانية)
- الملف الشخصي لفريق Arefepedia باسم Berio FT نسخة محفوظة 3 مارس 2016 على موقع واي باك مشين. (بالإسبانية)2023–242023–24